# Kvasiny
Kvasiny település Csehországban, Rychnov nad Kněžnou-i járásban. Kvasiny Lukavice, Solnice és Skuhrov nad Bělou településekkel határos. Lakosainak száma 1597 fő (2024. január 1.). A cseh Škoda Auto autógyárnak  van a település területén összeszerelő üzeme.

## Népesség
A település lakosságának változását az alábbi diagram mutatja:
| Lakosok száma | 967  | 1167 | 1049 | 1077 | 1130 | 1463 | 1486 | 1552 | 1653 | 1597 |
|               | 1869 | 1900 | 1921 | 1961 | 1980 | 2011 | 2016 | 2019 | 2021 | 2024 |